# Antônio Furtado
Antonio da Luz Furtado (Rio de Janeiro, 6 de janeiro de 1972) é um ex-delegado de polícia e político brasileiro, filiado ao União Brasil. Atualmente, cumpre seu 1° mandato como deputado federal pelo estado do Rio de Janeiro.

## Trajetória política

### Candidatura a vice-prefeito de Volta Redonda
Nas eleições de 2016, Antônio Furtado candidatou-se ao cargo de vice-prefeito na cidade de Volta Redonda pelo até então PMDB, na chapa liderada por América Tereza. Com 100% das urnas eletrônicas apuradas, eles receberam 35.576 votos (ou 22,35% dos votos válidos), ficando em terceiro lugar atrás de Paulo Baltazar  (PRB) e  Samuca Silva (PV), sendo não eleitos e não avançando para o segundo turno.

### Deputado Federal (2018-presente)
Nas eleições de 2018, Furtado foi eleito para seu primeiro mandato como Deputado Federal pelo estado do Rio de Janeiro pelo Partido Social Liberal (PSL), ele recebeu 104.211 votos (ou 1,35% dos votos válidos).

### Desempenho em eleições
| Ano  | Eleição                    | Partido | Candidato a      | Votos   | %     | Resultado  | Observações          | Ref.  |
| ---- | -------------------------- | ------- | ---------------- | ------- | ----- | ---------- | -------------------- | ----- |
| 2016 | Municipal em Volta Redonda | PMDB    | Vice-prefeito    | 35.576  | 22,35 | Não eleito | Ficou em 3º lugar.   | [ 4 ] |
| 2018 | Estadual no Rio de Janeiro | PSL     | Deputado Federal | 104.211 | 1,35  | Eleito     | Eleito em 10º lugar. | [ 5 ] |